# پرینالدو
پرینالدو (به ایتالیایی: Perinaldo) یک کومونه در ایتالیا است که در استان ایمپریا واقع شده‌است.

## خصوصیات
پرینالدو ۲۱٫۰ کیلومترمربع مساحت و ۹۱۸ نفر جمعیت دارد و ۵۷۲ متر بالاتر از سطح دریا واقع شده‌است.